# Tecla d'inserció
La tecla d'inserció (anotada en anglès com a Insert o Ins) en els teclats d'ordinador, en la majoria de casos permet que el text que s'escriu enmig d'un paràgraf, en comptes de desplaçar els caràcters que té a la seva dreta, els sobreescrigui, tot eliminant-los.
S'utilitza principalment per canviar entre els dos modes d'entrada de text en un ordinador personal (PC) o processador de textos:
- mode de sobreescriptura, en què el cursor, en escriure, sobreescriu qualsevol text que hi hagi a la ubicació actual; i
- mode d'inserció, on el cursor insereix un caràcter a la seva posició actual, forçant tots els caràcters que vagin més enllà una posició més enllà.

En els teclats moderns, la tecla Inserir només és present al bloc de control entre les tecles de la màquina d'escriure i el teclat numèric. Originalment, al bloc de tecles de la màquina d'escriure hi havia una tecla Inserir al costat d'una tecla Suprimir; ambdues s'han eliminat en favor d'una tecla de retrocés de doble mida. Sovint es va qualificar la tecla com a innecessària i més probable que s'activés accidentalment que intencionadament.